# Церковь Николая Чудотворца (Матрёнино)
Храм Николая Чудотворца (Никольская церковь) — православный храм в деревне Матрёнино Волоколамского района Московской области. Входит в состав Волоколамского благочиния Одинцовской епархии Русской православной церкви.
Церковь Николая Чудотворца является памятником архитектуры местного значения. В настоящее время храм имеет статус патриаршего подворья и его полное название: Патриаршего подворья храм святителя Николая Мирликийского в селе Матрёнино.

## История
Окончательный вариант Никольской церкви в Матрёнино сложился в 1882—1883 годах. Кирпичное здание храма сооружали на средства М. В. Духовского и прихожан путем постепенной замены существовавшего деревянного здания. Наиболее ранняя его часть — трехъярусная со шпилем колокольня, построена в 1800 году на средства помещика Г. Г. Ковалева. Небольшая трапезная с двумя приделами (Ильинский и Всехсвятский), выстроена по проекту архитектора Сергея Бородина в 1873 году на средства московского купца И. Е. Фёдорова.
Одноглавый четверик бесстолпного храма окончен в 1883 году и выполнен по проекту архитектора Казимира Гриневского. Иконостас храма был украшен иконами работы Загребнева.
Пережив Октябрьскую революцию, храм не пережил годы гонения на церковь и был закрыт в 1930 году. Находился в заброшенном состоянии, но не был разрушен. В 1996 году, после распада СССР, церковь Николая Чудотворца снова была открыта и по настоящее время восстанавливается.
Настоятель храма — протоиерей Вячеслав Васильевич Смирнов. Рядом с храмом сохранилось кладбище.